# TuneIn
TuneIn es una empresa privada con sede en Palo Alto, California, fundada por Bill Moore como RadioTime en Dallas, Texas, en 2002. TuneIn cuenta con más de 100.000 estaciones de radio reales y cuatro millones de programas a la carta y podcasts de todo el mundo. En mayo de 2014, TuneIn anunció que su servicio contaba con más de 50 millones de usuarios activos mensuales. TuneIn está disponible para la web en tunein.com, también está disponible como aplicación de escritorio para Microsoft Windows y también para  MacOS, también está disponible para los dispositivos móviles: iOS, Android, BlackBerry, Samsung, Windows Phone y en más de 200 dispositivos conectados. TuneIn recaudó más de 47 millones de $ en fondos de riesgo desde  Institutional Venture Partners, Sequoia Capital, Google Ventures, General Catalyst Partners y Jafco Ventures.